# Dalem (Moselle)
Dalem település Franciaországban, Moselle megyében. Lakosainak száma 698 fő (2022. január 1.). Dalem Tromborn, Falck, Hargarten-aux-Mines, Merten, Rémering és Téterchen községekkel határos.

## Népesség
A település népességének változása:
| Lakosok száma | 530  | 574  | 545  | 636  | 590  | 602  | 646  | 690  | 695  | 698  |
|               | 1968 | 1982 | 1990 | 2006 | 2013 | 2015 | 2017 | 2019 | 2020 | 2022 |